# Ганс Кох (юрист)
Ганс Кох (нім. Hans Koch; 16 серпня 1893, Бартенштейн, Німецька імперія, — 24 квітня 1945, Берлін, Третій Рейх) — німецький адвокат, член т. зв. Сповідальної церкви і учасник змови 20 липня.

## Біографія
Кох народився в Бартенштейне (сучасне Бартошице, Польща). Закінчив юридичний факультет Кенігсберзького університету. У 1923 році він почав працювати в Міністерстві торгівлі Пруссії і пізніше став другим державним комісаром Берлінської фондової біржі. У 1927 році він відкрив власну юридичну контору. У 1937 році він допоміг виграти справу пастору Мартіну Німеллера.
Під час Другої світової війни, він розвивав контакти з Клаусом фон Штауффенбергом та іншими учасниками змови 20 липня, у тому числі Карлом Герделером. Змовниками розглядався як кандидат на міністерські пости в постнацистському уряді Німеччини. Безпосередньої участі в подіях 20 липня 1944 року не брав. Після провалу змови намагався сховатися, але в результаті був арештований в січні 1945 року і без вироку суду був страчений в Берліні 24 квітня 1945 року.